# Mark A. Norell
Mark A. Norell, född 26 juli 1957 i Saint Paul, Minnesota, är en amerikansk paleontolog specialiserad på ryggradsdjur.

## Biografi
Norell tillbringade mycket av sin barndom i södra Kalifornien. Han blev filosofie kandidat 1980 vid naturvetenskapliga institutionen vid Long Beach State University och 1983 vid San Diego State University. Han tog sin Ph.D. 1988 vid Yale University, då han även vann John Spanger Nichols pris för bästa doktorsavhandling. Efter ett år av doktorandstudier om majsens molekylära genetik  accepterade Norell en intendentposition vid American Museum of Natural History i New York, där han numera är intendent.
Dr. Norells arbete omfattar flera olika områden. Han har bland annat studerat den fossila fylogenins historia, och hur avsaknad av information kan påverka slutsatser kring fylogeni. För tillfället studerar han relationen mellan små köttätande dinosaurier och moderna fåglar, och undersöker möjligheten att studera fossil med hjälp av datortomografi och bildskärmar. Hans arbete har fört honom kors och tvärs över jorden. Dr Norell har följt med vetenskapliga expeditioner sedan han var 14 år gammal och har deltagit i över 20 internationella vetenskapliga expeditioner. Under de senaste åren har han arbetat i Patagonien, Kuba, Anderna, Sahara, Västafrika och Mongoliet. Det mongoliska projektet har uppmärksammats över hela världen, genom upptäckten av theropoderna Shuvuuia och Mononykus, de rikaste fossilfyndplatserna i världen från kritperioden, det första embryot av en theropod, beskrivandet i samarbete med kinesiska och kanadensiska kolleger av dinosaurier med fjädrar, och den första antydan till fågellika beteenden hos dinosaurier genom fyndet av ett dinosauriebo med ägg. 
Dr Norells listades av Time magazine som ansvarig för en av de tio mest betydelsefulla vetenskapliga  upptäckterna åren 1994 och 1996, och åren 1993, 1994 och 1996 listades han på samma sätt av Discover magazines topp 50 under året. Han är en ledamot av Explorer's Club och Willi Hennig Society, och deltar i flera internationella, vetenskapliga samfund.

## Arter beskrivna av Mark A. Norell (i urval)
- Achillobator giganticus (tillsammans med Altangerel Perle och Jim Clark 1999)
- fågeln Apsaravis ukhaana (2001)
- Byronosaurus jaffei (tillsammans med Makovicky och Jim Clark 2000)
- Caudipteryx zoui (tillsammans med Ji Qiang, Currie och Ji Shuan 1998)
- Citipati osmolskae (tillsammans med Jim Clark och Barsbold 2001)
- Dilong paradoxus (tillsammans med Xu, Kuang, Wang, Zhao och Jia 2004)
- Erketu ellisoni (tillsammans med Ksepka 2006)
- Erlikosaurus andrewsi (beskriven 1980 av Barsbold och Altangerel Perle, beskrevs om av Norell, Altangerel Perle och Jim Clark 1994)
- Guanlong wucaii (tillsammans med Xu, Jim Clark, Catherine A. Forster, Erickson, Eberth, Jia och Zhao 2006)
- Huaxiagnathus orientalis (tillsammans med Hwang, Ji och Gao 2004)
- Khaan mckennai (tillsammans med Jim Clark och Barsbold 2001)
- Liaoceratops yanzigouensis (tillsammans med Xu, Makovicky, Wang och Hou 2002)
- Mei long (tillsammans med Xu 2004)
- Mononykus olecranus (tillsammans med Altangerel Perle, Chiappe och Jim Clark 1993)
- Shenzhousaurus orientalis (tillsammans med Ji Qiang, Makovicky, Gao, Ji Shuan och Yuan 2003)
- Shuvuuia deserti (tillsammans med Chiappe och Jim Clark 1998)
- Sinovenator changii (tillsammans med Xu, Wang, Makovicky och Wu 2002)